# Teresa di Brunswick-Wolfenbüttel
Teresa Natalia di Brunswick-Wolfenbüttel (Wolfenbüttel, 4 giugno 1728 – Bad Gandersheim, 26 giugno 1778) fu una nobildonna tedesca, membro della Casata dei Welfen e principessa-badessa della libera abbazia imperiale secolare di Gandersheim.

## Biografia
Teresa Natalia era la sesta figlia del duca Ferdinando Alberto II di Brunswick-Bevern (1680 - 1735) e della moglie Antonietta Amalia (1696 - 1762), una delle figlie del duca Luigi Rodolfo di Brunswick-Lüneburg e della principessa Cristina Luisa di Oettingen-Oettingen. Teresa Natalia era una prima cugina dell'arciduchessa Maria Teresa d'Austria, regina d'Ungheria e di Boemia; inoltre era cognata del re Federico II di Prussia.
I tentativi di sposare la principessa Teresa Natalia con un arciduca d'Austria o un principe francese fallirono di fronte al suo rifiuto di convertirsi al cattolicesimo. Nel 1747 entrò nella collegiata femminile dell'abbazia di Herford; in quel periodo venne deciso che essa sarebbe succeduta ad Elisabetta di Sassonia-Meiningen (1681 - 1766) come badessa di Gandersheim. Nel novembre 1750 venne nominata canonica a Gandersheim. Elisabetta morì la vigilia di Natale del 1766, dopo 53 anni di servizio, e, come promesso, Teresa Natalia venne eletta come sua succeditrice. Venne intronizzata il 3 dicembre 1767.
Durante il periodo del suo incarico, Teresa Natalia risiedeva spesso alla corte del fratello maggiore Carlo I, a Brunswick.
Morì a Gandersheim il 26 giugno 1778 e venne sepolta nella cappella ducale sotto la cattedrale di Brunswick. Il titolo di badessa passò a sua nipote Augusta Dorotea di Brunswick-Wolfenbüttel (1749 - 1810), che sarebbe stata l'ultima principessa-badessa di Gandersheim.

## Ascendenza
|                                             |                                      |                                                       | Genitori                                              |  |  | Nonni |  |  | Bisnonni                      |  |  | Trisnonni                        |  |
|                                             |                                      |                                                       |                                                       |  |  |       |  |  | Augusto di Brunswick-Lüneburg |  |  | Enrico III di Brunswick-Lüneburg |  |
|                                             |                                      |                                                       |                                                       |  |  |       |  |  | Augusto di Brunswick-Lüneburg |  |  | Enrico III di Brunswick-Lüneburg |  |
|                                             |                                      | Ursula di Sassonia-Lauenburg                          |                                                       |  |  |       |  |  | Augusto di Brunswick-Lüneburg |  |  |                                  |  |
| Ferdinando Alberto I di Brunswick-Lüneburg  |                                      |                                                       |                                                       |  |  |       |  |  | Augusto di Brunswick-Lüneburg |  |  |                                  |  |
|                                             |                                      | Elisabetta Sofia di Meclemburgo-Güstrow               | Giovanni Alberto II di Meclemburgo-Güstrow            |  |  |       |  |  |                               |  |  |                                  |  |
|                                             |                                      | Elisabetta Sofia di Meclemburgo-Güstrow               | Giovanni Alberto II di Meclemburgo-Güstrow            |  |  |       |  |  |                               |  |  |                                  |  |
|                                             |                                      | Elisabetta Sofia di Meclemburgo-Güstrow               | Margherita di Meclemburgo                             |  |  |       |  |  |                               |  |  |                                  |  |
| Ferdinando Alberto II di Brunswick-Lüneburg |                                      | Elisabetta Sofia di Meclemburgo-Güstrow               |                                                       |  |  |       |  |  |                               |  |  |                                  |  |
|                                             |                                      | Federico d'Assia-Eschwege                             | Maurizio d'Assia-Kassel                               |  |  |       |  |  |                               |  |  |                                  |  |
|                                             |                                      | Federico d'Assia-Eschwege                             | Maurizio d'Assia-Kassel                               |  |  |       |  |  |                               |  |  |                                  |  |
|                                             |                                      | Federico d'Assia-Eschwege                             | Giuliana di Nassau-Dillenburg                         |  |  |       |  |  |                               |  |  |                                  |  |
| Cristina d'Assia-Eschwege                   |                                      | Federico d'Assia-Eschwege                             |                                                       |  |  |       |  |  |                               |  |  |                                  |  |
|                                             |                                      | Eleonora Caterina del Palatinato-Zweibrücken-Kleeburg | Giovanni Casimiro del Palatinato-Zweibrücken-Kleeburg |  |  |       |  |  |                               |  |  |                                  |  |
|                                             |                                      | Eleonora Caterina del Palatinato-Zweibrücken-Kleeburg | Giovanni Casimiro del Palatinato-Zweibrücken-Kleeburg |  |  |       |  |  |                               |  |  |                                  |  |
|                                             |                                      | Eleonora Caterina del Palatinato-Zweibrücken-Kleeburg | Caterina Vasa                                         |  |  |       |  |  |                               |  |  |                                  |  |
| Teresa di Brunswick-Lüneburg                |                                      | Eleonora Caterina del Palatinato-Zweibrücken-Kleeburg |                                                       |  |  |       |  |  |                               |  |  |                                  |  |
|                                             | Antonio Ulrico di Brunswick-Lüneburg | Augusto di Brunswick-Lüneburg                         |                                                       |  |  |       |  |  |                               |  |  |                                  |  |
|                                             | Antonio Ulrico di Brunswick-Lüneburg | Augusto di Brunswick-Lüneburg                         |                                                       |  |  |       |  |  |                               |  |  |                                  |  |
|                                             | Antonio Ulrico di Brunswick-Lüneburg | Dorotea di Anhalt-Zerbst                              |                                                       |  |  |       |  |  |                               |  |  |                                  |  |
| Luigi Rodolfo di Brunswick-Lüneburg         | Antonio Ulrico di Brunswick-Lüneburg |                                                       |                                                       |  |  |       |  |  |                               |  |  |                                  |  |
|                                             |                                      | Elisabetta Giuliana di Schleswig-Holstein-Norburg     | Federico di Schleswig-Holstein-Sonderburg-Norburg     |  |  |       |  |  |                               |  |  |                                  |  |
|                                             |                                      | Elisabetta Giuliana di Schleswig-Holstein-Norburg     | Federico di Schleswig-Holstein-Sonderburg-Norburg     |  |  |       |  |  |                               |  |  |                                  |  |
|                                             |                                      | Elisabetta Giuliana di Schleswig-Holstein-Norburg     | Eleonora di Anhalt-Zerbst                             |  |  |       |  |  |                               |  |  |                                  |  |
| Antonietta Amalia di Brunswick-Wolfenbüttel |                                      | Elisabetta Giuliana di Schleswig-Holstein-Norburg     |                                                       |  |  |       |  |  |                               |  |  |                                  |  |
|                                             |                                      | Alberto Ernesto I di Oettingen-Oettingen              | Gioacchino Ernesto di Oettingen-Oettingen             |  |  |       |  |  |                               |  |  |                                  |  |
|                                             |                                      | Alberto Ernesto I di Oettingen-Oettingen              | Gioacchino Ernesto di Oettingen-Oettingen             |  |  |       |  |  |                               |  |  |                                  |  |
|                                             |                                      | Alberto Ernesto I di Oettingen-Oettingen              | Anna Dorotea di Hohenlohe-Noyenshtayn-Glayhen         |  |  |       |  |  |                               |  |  |                                  |  |
| Cristina Luisa di Oettingen-Oettingen       |                                      | Alberto Ernesto I di Oettingen-Oettingen              |                                                       |  |  |       |  |  |                               |  |  |                                  |  |
|                                             |                                      | Cristina Federica di Württemberg                      | Eberardo III di Württemberg                           |  |  |       |  |  |                               |  |  |                                  |  |
|                                             |                                      | Cristina Federica di Württemberg                      | Eberardo III di Württemberg                           |  |  |       |  |  |                               |  |  |                                  |  |
|                                             |                                      | Cristina Federica di Württemberg                      | Anna Caterina di Salm-Kyrburg                         |  |  |       |  |  |                               |  |  |                                  |  |
|                                             |                                      | Cristina Federica di Württemberg                      |                                                       |  |  |       |  |  |                               |  |  |                                  |  |